# Saint-Barthélemy-de-Séchilienne
Saint-Barthélemy-de-Séchilienne is een gemeente in het Franse departement Isère (regio Auvergne-Rhône-Alpes) en telt 530 inwoners (1999). De plaats maakt deel uit van het arrondissement Grenoble.

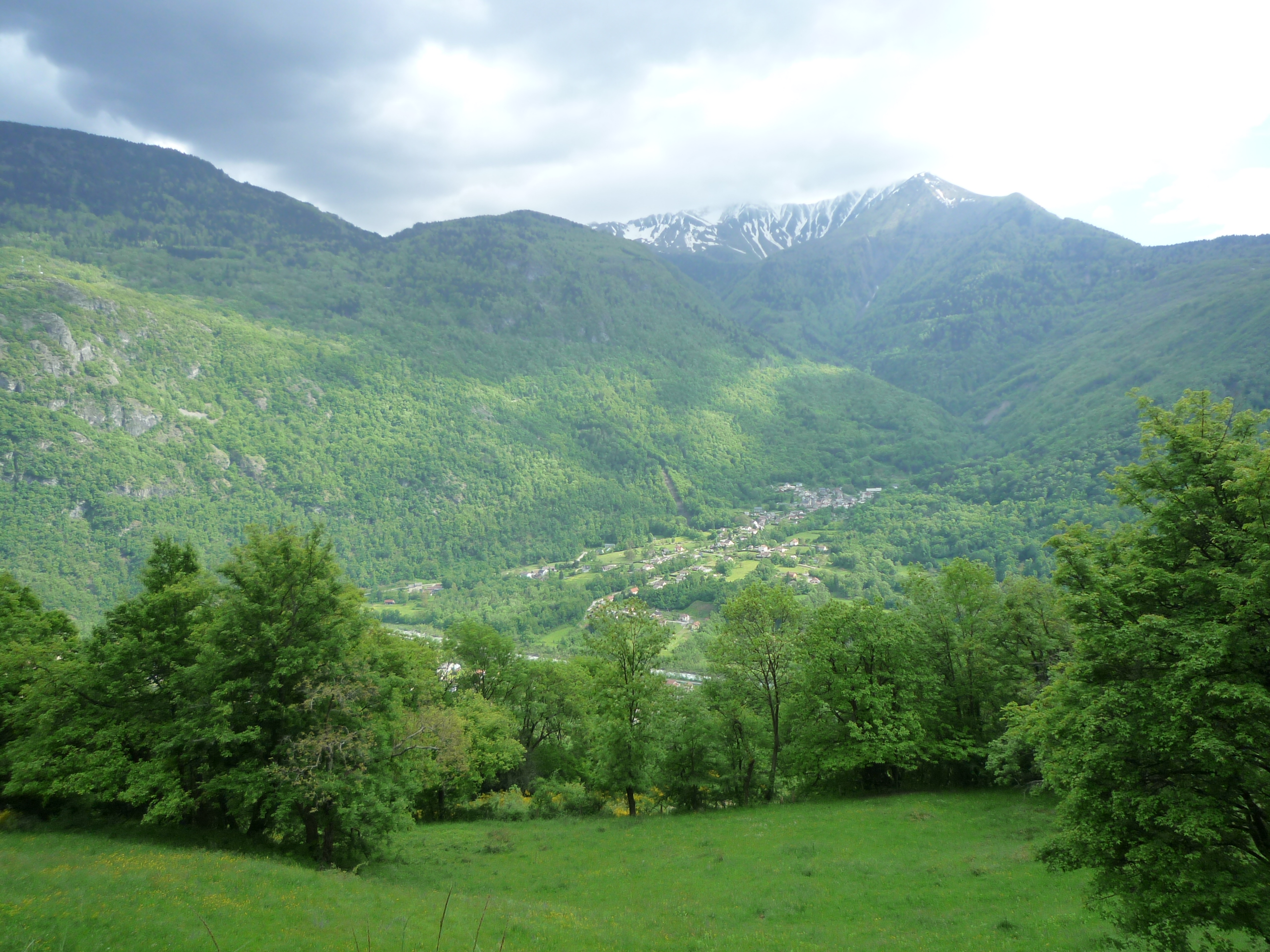
Saint-Barthélemy-de-Séchilienne

## Geografie
De oppervlakte van Saint-Barthélemy-de-Séchilienne bedraagt 12,2 km², de bevolkingsdichtheid is 43,4 inwoners per km².
De onderstaande kaart toont de ligging van Saint-Barthélemy-de-Séchilienne met de belangrijkste infrastructuur en aangrenzende gemeenten.

## Demografie
Onderstaande figuur toont het verloop van het inwonertal (bron: INSEE-tellingen).

1. ↑  Populations de référence 2022.